# Nickelodeon Magazine
Nickelodeon Magazine est un périodique jeunesse américain proposant du contenu issu de la chaîne de télévision Nickelodeon. Il contient du rédactionnel illustré, des bandes dessinées, des jeux, etc. tous à forte orientation humoristique.
Apparu en 1990 comme magazine offert à deux occasions dans les restaurants Pizza Hut, Nickelodeon Magazine est lancé nationalement par Nickelodeon à l'été 1993, d'abord sur une base trimestrielle, puis bimensuelle à partir de février 1994 et mensuelle à partir de mars 1995. À son apogée, il est tiré à plus d'un million d'exemplaires, pour un lectorat estimé à six millions. De nombreux auteurs associés à la bande dessinée alternative y collaborent (Sam Henderson, James Kochalka, Johnny Ryan, Richard Sala (en), Craig Thompson, Drew Weing (en), etc.).
En juin 2009, Viacom, le propriétaire de Nickelodeon, annonce l'arrêt du magazine après le numéro de décembre 2009, afin de privilégier le contenu Internet. Nickelodeon Magazine est cependant relancé en juin 2015 en collaboration avec Papercutz.